# ANT
För andra betydelser, se ANT (olika betydelser).
ANT är en allmän förkortning för Alkohol, Narkotika och Tobak. Det har åtminstone historiskt förekommit ANT-kampanjer på skolor runt om i Sverige där myndigheterna och andra informerar ungdomar om konsekvenserna vid användning av ANT.
Tidigare förekom även sniffning i informationskampanjen, som då benämndes SANT. En relaterad förkortning och kampanjinriktning är ANDTS – Alkohol, Narkotika, Dopning, Tobak och Spel.